# Friedrich Eugen xứ Württemberg
Friedrich Eugen xứ Württemberg (21 tháng 1 năm 1732 – 23 tháng 12 năm 1797) là Công tước Württemberg từ năm 1795 đến năm 1797. Sinh ra ở Stuttgart, ông là con trai thứ tư của Karl Alexander, Công tước xứ Württemberg với Maria Augusta xứ Thurn và Taxis.